# Hafen Eisenhüttenstadt

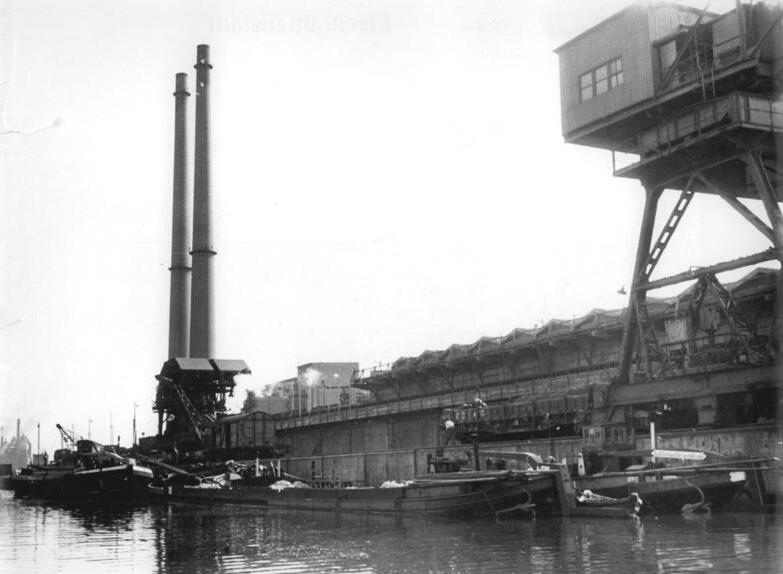
Binnenhafen Eisenhüttenkombinat „J.W.Stalin“, Stalinstadt (August 1954)

Der Binnenhafen Eisenhüttenstadt ist ein Hafen im brandenburgischen Eisenhüttenstadt, der Massengüter und Schwergut umschlagen kann. Er ist über die Spree-Oder-Wasserstraße mit der Spree und der Oder verbunden. Er wird von der kommunalen Stadtwirtschaft GmbH betrieben. Er ist über die Bundesstraßen 112 und 246 zu erreichen. Die Bundesautobahn 12 ist 25 km entfernt. Der Gleisanschluss ist gegenwärtig unterbrochen.

## Geschichte

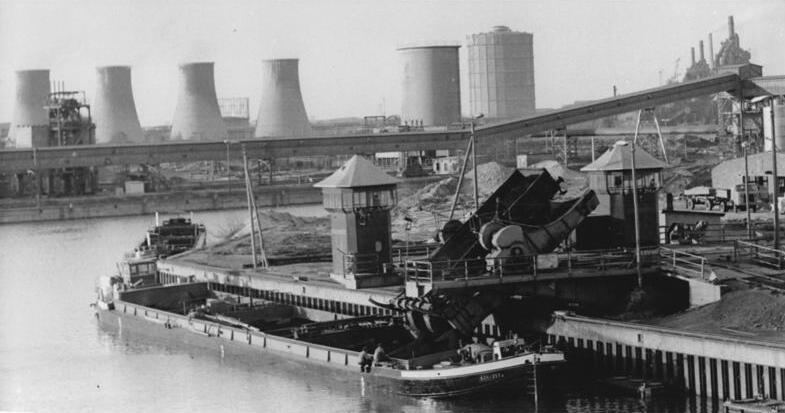
Waggonkippanlage, 1954

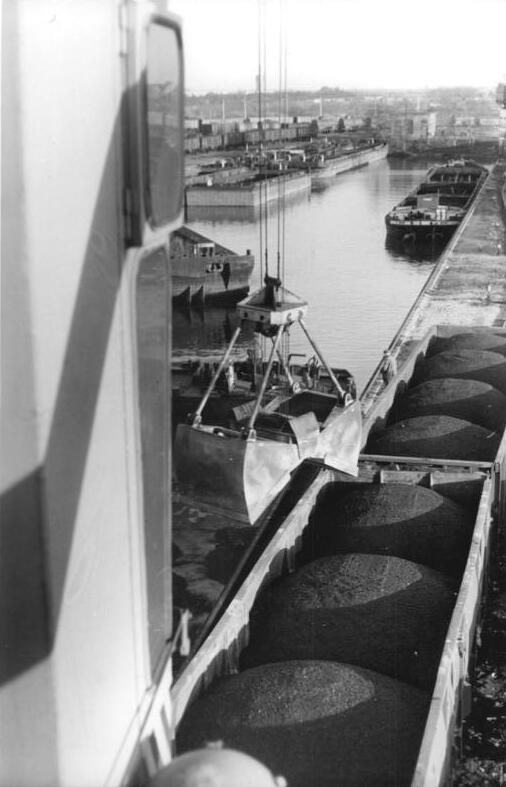
Binnenhafen von Eisenhüttenstadt, 1954

In Fürstenberg (Oder) mündet der Oder-Spree-Kanal in die Oder. Von dort aus wurden die von Schlesien kommenden, mit Steinkohle beladenen Zillen von einem Schleppdampfer übernommen und über den Oder-Spree-Kanal nach Berlin geschleppt. Dafür wurden mehrere Häfen betrieben.
Der Hafen am jetzigen Standort wurde zwischen 1940 und 1943 als „Umschlaghafen des Generalbauinspektors“ errichtet. Dort wurden Granitblöcke für die Welthauptstadt Germania ungeschlagen und bearbeitet.
Liste der Häfen und Liegestellen in Eisenhüttenstadt:
- Winterhafen: Toter Arm nach Verlegen der Kanalmündung, der als Winterhafen genutzt worden ist.
- Bollwerk: Anlegestelle am Altstadtkern.
- Alter Hafen: Umschlaghafen für 400 Oderkähne.
- Stadthafen/DEGUSSA: Hochwasserfreier Kanalhafen, der direkt am Industriegebiet der Degussa liegt.

52.1465, 14.64024
- Trockendock: Reparatur und Neubaudock der „Luise-Schiffahrtsgesellschaft mbH“. Heute befindet sich dort ein Bootsverleih.
- Speicher: Liegestelle am 10.000 t Reichstypspeicher.
- Mielenzhafen: Hafen für ehemalige Brikettfabriken. Heute ist es der Heimathafen eines Motoryachtclubs.
- Tätosin- oder Vialithafen: Liegestelle ehemaliger Fabriken für Backhilfsmittel und Straßenbelag.
- Dampferhafen: Ursprünglich Liegeplatz der Schleppdampfer, später Koppelstelle für die Schubflotte der Binnenreederei.
- Neuer Hafen: Gegenwärtig betriebener Binnenhafen.
- Zementhafen: Kaimauer am Hüttenzementwerk.
- M STALAG IIIB: Am ehemaligen Kriegsgefangenenlager entstand in den 1970'er Jahren eine Prahmreede.
- Werkshafen: Umschlaghafen für das Stahlwerk.

Von 1951 bis 1989 wurden Massengüter wie Masseln, Erz, Koks und Kohle für das Eisenhüttenkombinat Ost (EKO) umgeschlagen. Betreiber war der VEB Binnenhäfen Oder, ab 1990 die Binnenhäfen Oder GmbH. Im Jahre 1997 wurde die jetzige Betreibergesellschaft Hafenbetriebsgesellschaft Eisenhüttenstadt mbH gegründet, die 2000 in die Stadtwirtschaft Eisenhüttenstadt GmbH als Tochterunternehmen eingereiht wurde. Diese ist wiederum ein Tochterunternehmen der Stadt. Zwischen 2000 und 2001 fand eine umfassende Erneuerung der Hafenanlagen statt.

## Aktueller Zustand
Der Hafen Eisenhüttenstadt ist ein Stichhafen und liegt an der Spree-Oder-Wasserstraße bei km 124,5. Das Hafenbecken ist 350 m × 45 m groß. Für den Umschlag zwischen Straße/Schiene und Wasser gibt es einen Doppellenker-Wippdrehkran „Sokol“ 32 t, einen Hafenportalkran „Barleben“ 12,5 t und einen Mobilkran „Sennebogen 835 M“. Die Hafenbetriebsgesellschaft besitzt keine Schienenfahrzeuge. Alle Rangierfahrten werden von der ArcelorMittal Eisenhüttenstadt Transport GmbH durchgeführt. Der Gesamtumschlag im Jahr 2013 war 70.399 t (davon 13.392 t im Empfang und 57.007 t im Versand). Es wurden hauptsächlich Metalle empfangen und Baustoffe versendet.
Der Gleisanschluss ist gegenwärtig unterbrochen, was dem Hafen wirtschaftliche Einbußen verursacht.
| Jahr | Empfang in t | Versand in t | Gesamt in t |
| ---- | ------------ | ------------ | ----------- |
| 2013 | 13.392       | 57.007       | 70.399      |
| 2012 | 26.082       | 61.218       | 87.300      |
| 2011 | 26.913       | 82.996       | 109.909     |
| 2010 | 22.408       | 54.937       | 77.345      |
| 2009 | 35.813       | 49.875       | 85.688      |
| 2008 | 45.107       | 17.931       | 63.038      |
| 2007 | 26.784       | 10.685       | 37.469      |
| 2006 | 29.206       | 42.649       | 71.855      |
| 2005 | 40.236       | 26.806       | 67.042      |
| 2004 | 24.007       | 21.860       | 45.867      |
| 2003 | 27.062       | 400          | 27.462      |
| 2002 | 25.701       | 2.026        | 27.727      |
| 2001 | 43.044       | 4.803        | 47.847      |
| 2000 | 96.415       | 4.822        | 101.237     |